# 日本コロムビア
日本コロムビア株式会社（にっぽんコロンビア、英: NIPPON COLUMBIA CO., LTD.）は、日本のレコード会社である。戦前は日産コンツェルンの一員であり、戦後は日立製作所が筆頭株主である日立グループの一社で第一勧銀グループの社長会である三金会でも旧財閥に属さぬ「勧銀15社」で、民族（国内）資本の名門レコード会社であった。
後述の2001年（平成13年）に実施された経営再建に伴うグループ外企業からの出資・経営支援により、みずほグループや日立グループの系列から脱退している。2012年（平成24年）現在の主要取引銀行は三井住友信託銀行である。フェイスグループ入り以前は三菱東京UFJ銀行であった。
かつて関係があった米コロムビア・レコードとハリウッドの大手映画スタジオであるコロンビア ピクチャーズは、英語では同一表記であるが、両社間は元々関わりがなかった。しかし、ソニーによる買収により1990年（平成2年）以降はソニーグループに属している。

## 歴史

### 戦前
1907年（明治40年）10月に松本武一郎が国産の円盤式レコードの生産と販売を行う日米蓄音機製造を創立し、1910年（明治43年）10月1日、神奈川県橘樹郡川崎町（現在の川崎市川崎区）で日本蓄音器商会として法人化された。日本国内における老舗（最古参）のレコード会社である。大正時代に東洋蓄音器、帝国蓄音器商会、三光堂、東京蓄音器を買収。
1927年（昭和2年）から米国コロムビア・レコード社（現在の米国ソニー・ミュージックエンタテインメント）とは提携関係にあり、ソフトはもとより、レコード盤や蓄音機の技術面での輸出入が行われていた。1928年（昭和3年）に日本コロムビアへ改称。
戦時中は日蓄工業に改称したが、1946年（昭和21年）に再び日本コロムビアに変更した。1960年代までRCAビクター（ ← ビクタートーキングマシン）とコロムビア・レコードの米国2強によってレコード盤（カッティング・録音）・蓄音機（再生）技術双方の開発が競われており、日本コロムビアはLP盤による邦楽作品をいち早く売り出した。

### 戦後
戦後、主に演歌・歌謡曲や伝統芸能・学校音楽教材のレコード制作・発売が中心であったが、1960年代中盤以降はグループ・サウンズ、アニメや特撮等の子供向け番組のアニメソング、1970年代中盤以降はアイドル歌謡曲分野にも進出した。一方で米国コロムビア・レコードは1967年（昭和42年）6月30日付を以って提携解消、その翌年の6月30日を以って輸入発売権、および一部の邦楽におけるCBSレーベルの使用権（≒ライセンス）に伴う猶予期間もそれぞれ失効したため（#「コロムビア」の商標についてを参照）、洋楽（ロックバンド・ポップスなど）のラインナップは大幅に減少し、現在では自社プロデュース或いは発売権取得によるクラシック音楽やジャズ演奏を中心とした少数派に留まっている。2002年（平成14年）10月のコロムビアミュージックエンタテインメントへの社名変更以来、1990年代中ごろより不採算部門と言われたJ-POPへ力を入れている。
昭和期には、美空ひばり・石川さゆり・島倉千代子・都はるみ・藤山一郎・舟木一夫らの演歌・歌謡曲の大御所が多数所属し、ビクター音楽産業・東芝EMI・テイチクエンタテインメントと市場を二分する程の勢いがあった。一方、J-POP部門はそれらレコード会社やソニー・ミュージック・ポニーキャニオン・エイベックスなど新興勢とは相反して、ゴダイゴ・中村雅俊・榊原郁恵・松山千春・ザ・コレクターズ、平成期以降はthee michelle gun elephant・ピチカート・ファイヴ・毛皮のマリーズ・04 Limited Sazabysなど、ファン層が比較的限定されたアーティストで占められていた。
1947年（昭和22年）に傘下となった日本電気音響（DENON）は、1963年（昭和38年）に放送局向けに開発・供給していたMC（ムービング・コイル）型カートリッジ「DL-103」を1964年（昭和39年）ごろに一般オーディオ市場に流通させたことをきっかけとして、以後デンオン（デノン）ブランドによるコンポーネント機器を発売した（ただし、モジュラーステレオやミニコンポの一部は「コロムビア」ブランドでも流通していた。）。また、カラー本放送開始と同じ1960年にはカラーテレビを発売し、冷蔵庫も手掛けるなど、総合家電メーカーへの指向を示した一時期もあった。1972年（昭和47年）ごろには、NHK技研との共同開発による世界初の実用PCMデジタルレコーダー（DENON「DN023R」）によるデジタル録音・LP盤発売を実施するなど、ソフトとハードを兼ね備えていたメーカーとしての顔も見せていた。しかし後述の経営再建策により、2001年（平成13年）にデノン（後のデノン コンシューマー マーケティング）として分社化され、その後の日本マランツ（後のマランツコンシューマーマーケティング）との経営統合により、高級志向に特化したオーディオ機器メーカーとして事業を行っている。

### 平成
1992年（平成4年）ごろに、ANIMEXレーベル内の特撮音楽（旧ブラジルレコード）とアニメソング一部作品の制作・発売元を株式会社フォルテ・ミュージックエンタテインメント（Forte Music Enterprise、FME）に分社化し、ディレクターが独立。しかし、1996年（平成8年）ごろに債務超過に陥り会社が清算されたため、コロムビアが同社の音源を買い上げるかたちで収束している。

#### リップルウッドによる買収
平成期に入ると、小室ブームの牽引により売上シェアが急激に拡大したエイベックスの様にミリオンセラーを誇るキラーアーティストの不在に加え、他社と比べて積極的ではなかったJ-POP部門で、THE YELLOW MONKEY（ → ファンハウスへの移籍を経てその後の再結成と同時に古巣のコロムビアに一旦回帰、2022年現在はワーナーミュージック・ジャパンに在籍中）・HOUND DOG（ → R and C）・観月ありさ（ → avex tune）ら、当時のオリコンチャートに入る複数の有力アーティストが1997年（平成9年）前後に所属事務所側の意向によって他社へ移籍すると、代わりの新人アーティスト発掘に出遅れたこと、演歌・歌謡曲部門では、2000年（平成12年）デビューの氷川きよしを除いてヒット曲に恵まれなかったこと等による売り上げ減少が続き次第に経営不振に陥った。
このため、経営再建のスキームとして2001年（平成13年）5月に日立製作所と主力取引銀行（第一勧銀・三和銀など）の意向により、経営権を企業再生ファンドであるリップルウッド（RH）の手に委ねた。
これと前後して、J-POP部門を1998年（平成10年）に分社化した株式会社ヒートウェーブ（HEAT WAVE）が2001年（平成13年）3月に債務超過に陥り、清算後にコロムビアに吸収されている。同年8月にはレコーディングスタジオを兼ねた赤坂4丁目の本社屋の不動産を売却し、六本木移転まで賃借する形式をとった。
そして同年10月1日に、先ず音響機器部門をデノンとして分社化（日本コロムビア完全子会社）。即座にリップルウッド中間持株会社の「ニューデノン」（98%・59億円出資）と日立（2%・1億円出資）に、デノン持株分を日本コロムビアが売却することで60億円を調達。さらに事業分割後の日本コロムビアは、同日に第三者割当増資によって65円の優先株を9230.8万株発行し、匿名組合出資ファンド「リップルウッドニッポンコロムビアパートナーズ」（リップルウッドが8割、第一興商と三菱商事が残りの1割ずつ出資）に対して83%、日立製作所に13%を割り当て、投資ファンドが筆頭株主（全体の41.66%出資）となる。この時点で日立製作所の持株比率が全体の2割強となり、外資主導の資本構成となる。なお、日立へ累積債務の引換として41億円相当の普通株が割り当てられた。
100億円規模の資金調達が実現した結果、財務状態は健全化。当時の株価が200円前後で推移したため、普通株に転換できればこの時点でリップルウッドに含み益が発生しているが、2002年（平成14年）7月にも、リップルウッドを主な引受先とする68億円分の普通株発行により資本を増強している。
リップルウッドは、2002年（平成14年）にデノンと日本マランツが株式移転（経営統合）によって設立したディーアンドエムホールディングスの株式保有を続け、2008年（平成20年）にベインキャピタルへ売却したことにより、126億円という莫大な譲渡益（キャピタルゲイン）を得ることになった。

#### 経営改革の成果と業績の低迷
RHの方策により、アメリカのBMGエンタテインメントで会長職を歴任したストラウス・ゼルニックが代表取締役会長に内定し、ソニー・ミュージックのプロデューサー・BMGファンハウス（現：ソニー・ミュージックレーベルズ）副社長を歴任した元サディスティック・ミカ・バンドのメンバーであった松村克己（ジャック松村）と、ビーイングでプロデューサーをしていた中島正雄を取締役として招致した。RHへ経営権が移る2001年（平成13年）10月1日付けで松村が代表取締役CEOに就任する新体制が築かれた。
これよりJ-POP部門のアーティスト育成に本格的に乗り出すとされたが、2002年（平成14年）8月に松村は心不全により48歳で急逝し、CEOは中島に交代となった。そして2002年（平成14年）10月に55年間親しまれてきた「日本コロムビア」から、「コロムビアミュージックエンタテインメント」へ社名変更された。
まず社名変更後の同年10月末に一青窈のデビュー作として発売された『もらい泣き』が、ロングセールスとオリコンチャートトップ5へのランクインを記録した。それ以降も2003年（平成15年）の木村カエラのデビューや、氷川きよし等既存アーティスト作品の安定した売上に加え、演歌・アニメソング分野でのベスト盤の発売、虫プロダクションの旧作アニメや中部日本放送の昼ドラマキッズ・ウォーシリーズのDVDソフト化を次々と行うなどの施策によって売上は微増傾向となっていく。
なお、2005年（平成17年）までの間に、コロムビア音響工業、旧日本コロムビアのライブハウス事業と位置づけられていた株式会社エッグマン（Shibuya eggman運営） 、コロムビアデジタルメディアの3子会社を企業買収ファンドを営むパインリッジ株式会社へ売却した。売却後もコロムビア健康保険組合の事業主を構成しているため、旧日本コロムビアグループとして括られている。
経営再建途上の2007年（平成19年）以降、レコード会社業界全般で音楽配信のシェアが急速に拡大し、CDメディアの売上が縮小する状態に陥る。コロムビアもその影響を受けて売り上げが再び減少。これに伴い、制作部門を含めた数百人規模の社員希望退職者募集に加え、売上不振となっているアーティストとの所属契約を期間満了で更新させずに退かせるなど、大胆なリストラを行った。
2007年（平成19年）にはTDK子会社で映像ソフトを中心とした制作・販売を行う「TDKコア」を15億円で買収し、2008年（平成20年）にクリエイティヴ・コアへ社名変更した。映像ソフト分野については事業統合するも、飛躍的な事業拡大へは至っていない。
株価についても、2008年（平成20年）以来100円前後から徐々に下落した。特に世界金融危機によって株式市場全体で株安傾向が強まっていた2009年（平成21年）2月22日には年初来最安値の16円を記録した。その後は2009年3月期決算が悲観的ではなかったため40円台まで回復したものの、継続企業の前提が財務諸表に付記され、2009年（平成21年）9月以降は25円-30円台という低水準で推移するといった厳しい経営状態が続く。

#### 企業年金への取り組み
2009年（平成21年）に日本航空の再建問題で挙がった確定給付型企業年金の積立金不足問題に関連して、2009年（平成21年）12月9日の日経新聞朝刊9面（企業欄）に、コロムビアの給付債務の不足金（約41億円）に自己資本（約8億円）を割ると不足額比率が489%となり、上場企業では最悪であることが掲載された。この時期に、OBに対して給付額の減額交渉を行い、大半の同意を得たことが同月11日付記事で掲載された。企業年金の給付額削減の妥結を見いだした事例として、2010年（平成22年）3月22日号の日経ビジネスにも特集記事として詳述されている。

### フェイスによる買収
2010年（平成22年）1月、コンテンツ配信サービス企業のフェイスは、2001年（平成13年）10月以来筆頭株主で経営権を握っていた、RHJインターナショナルが組成した「リップルウッドニッポンコロムビアパートナーズ」から、コロムビアミュージックエンタテインメントの発行株式（合計31.39%）を取得すると発表。これにより、フェイスはコロムビアの筆頭株主となり、持分法適用会社として同社グループ入りとなった。
なおこの結果、CEOをはじめとする現職の取締役が全て退任し、フェイスグループから派遣された役員による新経営陣への刷新が、同年4月6日に行われた臨時株主総会および同年6月の定期株主総会で承認され、フェイス創業者の平澤創が取締役会長に、代表執行役社長兼COOに原康晴（前副社長、旧日本コロムビアで営業畑を歩んできた生え抜き）が就任。社外取締役と社外監査役はほぼフェイス側の役員が兼任する形となった。
一方、日立製作所は2009年（平成21年）9月と2010年（平成22年）2月以降、徐々に保有しているコロムビアの株式を売却していることがEDINETでの5%ルールによる大量保有報告書（変更報告）の提出によって明らかとなっている。
フェイスは2014年（平成26年）3月に株式公開買付けの結果、出資比率を50%超とし、コロムビアを子会社とした。
2017年（平成29年）8月、フェイスは株式交換によりコロムビアを機能（完全）子会社化し、2021年2月1日に本社をフェイスの東京オフィス内に移転した。

### コロムビアへの原点回帰
2010年（平成22年）5月、創業1世紀（100周年）を迎える同年10月1日に、社名を日本コロムビア株式会社（にっぽんコロムビア、三代目。英: NIPPON COLUMBIA CO., LTD.）に再変更を発表した。旧社名に回帰するのは、2002年10月1日付でコロムビアミュージックエンタテインメントに社名変更して以来8年ぶりである。そして、同年10月1日に予定通り社名変更が実行された。社名変更後の社章は旧社章を復活させるものの、シンボルカラーは2002年（平成14年）9月までの黒色ではなく、CME時代の紺色を継承する。
理由としては、同年に筆頭株主（支配株主）が約10年振りに外資ファンドから国内企業に異動したことや、現在グループ内での主な事業が音楽・映像ソフト主体から映像・ゲーム関連へと拡大したことにより、社名にミュージック（音楽）を付けるのは現状にそぐわないとの判断が現経営陣によってされた結果による。

## 社名・ロゴ

コロムビアミュージックエンタテインメント時代（2002年10月1日 - 2010年9月30日）のロゴ

正式な社名表記は「コロンビア」ではなく「コロムビア」であり、英語による表記も「Colombia」ではなく「Columbia」である。
音符（16分音符の2連符）のロゴマークは「ツインノーツ」と呼ばれ、米コロムビア・レコードが1938年まで使用していたロゴマークを継続使用している。2002年のコロムビアミュージックエンタテインメントへの社名変更時にロゴマークも一新したが、ツインノーツの意匠は変わっていない。

### 「コロムビア」の商標について
日本コロムビアは創業当初から1960年代まで、英EMIのコロムビア・レーベルのソフトと米コロムビア・レコードの日本での発売権を持っていたが、前者は1962年（昭和37年）に当時の東芝音楽工業（現：ユニバーサル ミュージック合同会社）に移籍し、後者は1968年（昭和43年）にソニーと旧米コロムビア・レコードの母体であるCBS（CBSレコード）との合弁で設立されたCBS・ソニーレコード（持株会社としては今日のソニー・ミュージックエンタテインメント〈SMEJ〉）設立により移管され、現在はソニー・ミュージックエンタテインメント（SMEJ）の機能子会社のソニー・ミュージックレーベルズ（SML）が発売元となっている。
日本コロムビアはこれ以降、日本でのツインノーツマークと、レコードなど音楽ソフトにおける「コロムビア」（COLUMBIA）の商標（登録番号・第318664号ほか）のみを残す形となった。それでも、ソニー・ミュージックエンタテインメント（SME）発売によるコロムビア・レコードレーベル商品の輸入盤については、輸入発売元が先述同様、ソニー・ミュージックレーベルズ（2014年3月31日以前はソニー・ミュージックジャパンインターナショナル（SMJI））ではあるが、日本コロムビア（またはコロムビアミュージックエンタテインメント）の社名ロゴと商標承認の文字が記載されたシールが貼付され、同社はライセンス料を得る形となっている。
なお、米国コロムビア・レコードのレーベルのマークは、上述のような商標権利上の関係から、かつての日本コロムビアの社章でもあったツインノーツ（旧社は黒色、新社は紺色）ではなく、旧母体であるCBSの「目玉マーク」をアレンジしたもの（通称：ウォーキング・アイ）が用いられ、2000年代からは日本コロムビアと同一の商標ロゴであった「COLUMBIA」の字体（プロポーション）を縦長に改変して区別している。SMEJではマークと同様商標権利上の関係から、表記を『コロンビア・レコード』としている。また、SMEJで発売する1950年代などのアナログレコードの復刻盤では、レーベル面の「COLUMBIA」を「SONY MUSIC」に改変する措置が取られている。
また、SME傘下のコロムビア・レコードのクラシックレーベルとして1990年代に設立された「ソニー・クラシカル」は、コロムビア・レコードの“ツインノーツ”の代わりに、新たにデザインされた『赤地に2連符の白抜きを模ったロゴ』とSONYのロゴタイプを併記したマークを使用している。

## プレス設備
創業から2000年代中盤まで、自社でレコード・CD・DVD等の各種ディスクメディアの大規模なプレス工場「川崎工場」（神奈川県川崎市川崎区港町）を保有する数少ないレコード会社であった（他にはSMEJ、ビクターエンタテインメント、東芝EMI（後のトエミ・メディア→メモリーテック）、テイチク（プレス事業は撤退）など）。2005年（平成17年）にプレス工場をコロムビアデジタルメディア（CDM） と子会社を設立したうえで、土地は株式会社原弘産（下関市）、建物は企業買収ファンドのパインリッジ株式会社へ売却された。
その後も生産活動を行っていたが、2007年（平成19年）7月ごろに川崎港町から静岡県焼津市の東名高速道路沿いにあるソニーDADCジャパン静岡工場大井川（DADJ-O）（現・ソニー・ミュージックソリューションズ 大井川プロダクションセンター）敷地内に拠点を移転。会社名をCDMパートナーズへと変更したものの、2009年（平成21年）に従業員による破産申し立てにより倒産している。
川崎工場跡地には、京浜急行電鉄と大和ハウス工業の開発による大規模分譲マンション「リヴァリエ」（建設時の仮称：川崎港町プロジェクト）が建てられた。
なお川崎工場の最寄り駅だった京急大師線港町駅は、1932年（昭和7年）の開設（臨時乗降場からの昇格）から1944年（昭和19年）まで「コロムビア前駅」だった。これが縁で、2013年3月1日、港町駅構内に川崎工場の歴史を辿るフロアが新設され、同駅の発車メロディに美空ひばりの代表曲『港町十三番地』が採用された。駅構内には同曲の歌碑も設置されている。
2021年（令和3年）現在、日本コロムビアの各種パッケージメディアの生産委託に関しては音楽テープを除き、ソニー・ミュージックソリューションズ・メモリーテック（クラシック、ジャズ、UHQCD商品など）・JVCケンウッド・クリエイティブメディア（主に幼児作品のDVD）が担当している。

## 年表

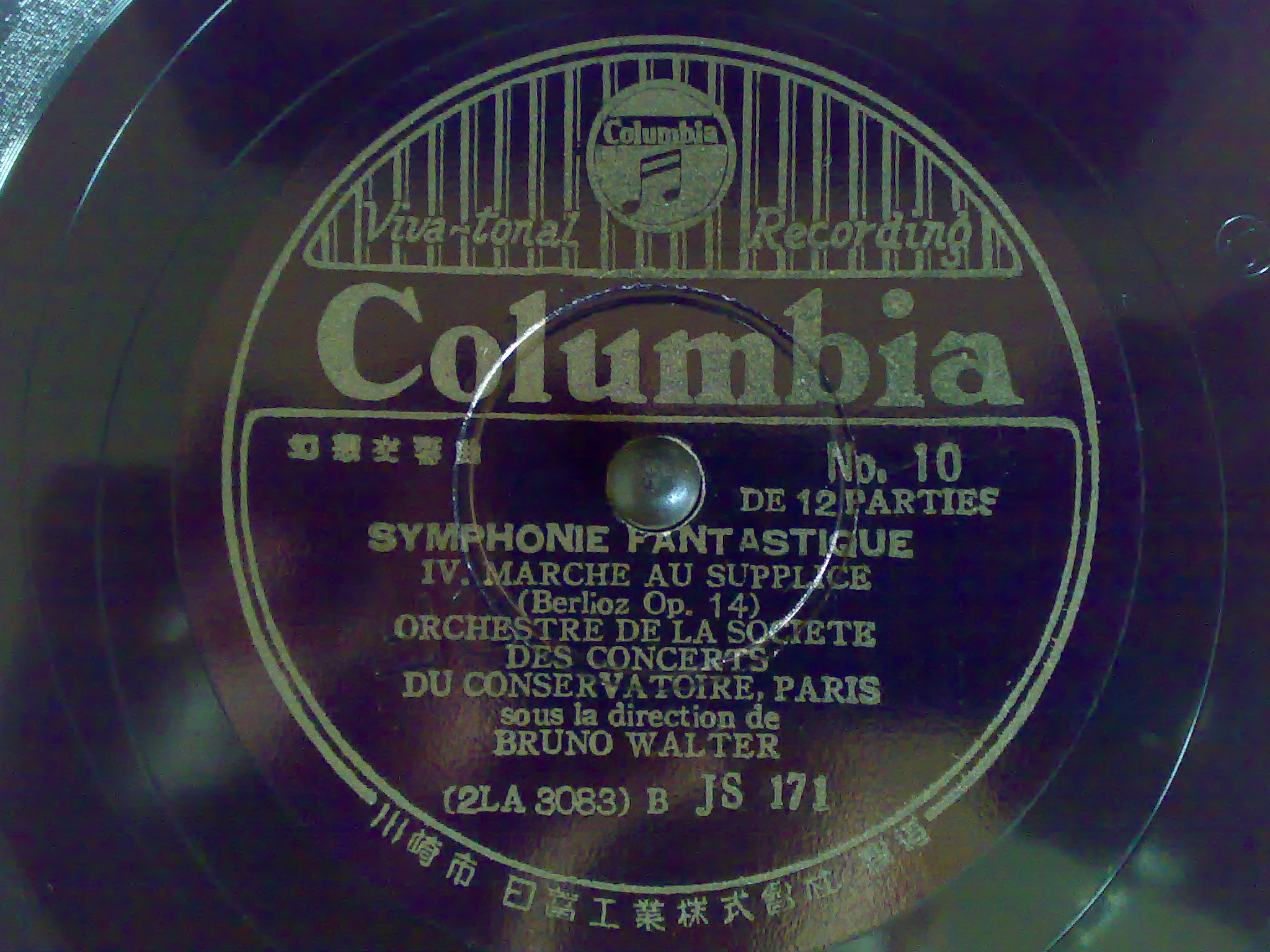
太平洋戦争時に発売されていた「コロムビアすだれレーベル」

- 1907年（明治40年） - 横浜の貿易商ホーン（F.W.Horn）が、取引先の三光堂（蓄音機・レコード販売）の松本武一郎（松本重雄の伯父）の尽力を得て、蓄音機とレコードの製造会社「日米蓄音器株式会社」と販売会社「日米蓄音器商会」を横浜山下町に設立[14]。
- 1910年（明治43年）10月1日 - 「株式会社日本蓄音器商会」（Nipponophone Co., Ltd.）設立。ワシ印ニッポノホンレコード・ローヤルレコードなどの発売を開始する。事務所は銀座にあり、初代社長はF.W.Horn[15]。
- 1912年（大正元年） - 日米蓄音器製造株式会社を合併。桃中軒雲右衛門事件（三光堂が録音したレコードの無断複製盤販売）で訴えられる[16]。
- 1926年（大正15年） - 英国のコロムビア・レコードと契約[15]
- 1927年（昭和2年） - 米コロムビア・レコードと契約、コロムビア・レコードの発売を開始する。
- 1928年（昭和3年） - 商号を「日本コロムビア株式会社」（初代法人、Nippon Columbia Co., Ltd.）に変更。
- 1931年（昭和6年） - 米コロムビアから商標権を譲り受け、シンボルを音符マークに統一。
- 1942年（昭和17年） - 商号を「日蓄工業株式会社」（Nitchiku Kogyo K.K.、通称「ニッチク」）に変更。これは戦時下での外来語（敵性語）禁止に伴うもので、レーベルもコロムビアからニッチクへと改められた。
- 1946年（昭和21年） - 商号を「日本コロムビア株式会社」（二代目法人、Nippon Columbia Co., Ltd.）に再変更。日本電気音響株式会社（現：ディーアンドエムホールディングス）を買収[15]
- 1949年（昭和24年） - 東証1部へ上場開始。
- レコードとレコードプレーヤーを造って来たので、放送機器等の製造も行われるようになっており、拡声器のトランペットスピーカーの製造販売，屋内用の壁掛け箱形スピーカーやタイマーチャイムを組み込んだ、屋内放送システムも造られ、学校等の校内放送用の装置も充実していた。
- 1951年（昭和26年） - 日本初のLPレコードを発売。第1号は米コロムビア原盤による、ブルーノ・ワルター指揮ニューヨーク・フィルによるベートーヴェン交響曲第9番（2枚組）[注釈 7]。
- 1958年（昭和33年）9月1日 - 国内では、日本ビクターに次いでステレオLPレコードを発売（米コロムビア原盤による。第1号は、セルゲイ・プロコフィエフ作曲、交響曲第5番（RS-101））[注釈 8][注釈 9]。
- 1959年（昭和34年） - 自社独自のステレオ録音を開始する。
- 1962年（昭和37年）
  - 国内で最後にSP盤のプレス、発売を終了する。
  - 英EMIが東芝音楽工業と正式に発売契約を結んだため、英EMI原盤によるコロムビア・レーベルの発売が東芝に移行。これに伴い、同原盤の発売を終了する[注釈 10]。
- 1963年（昭和38年） - 日本電気音響株式会社を合併。

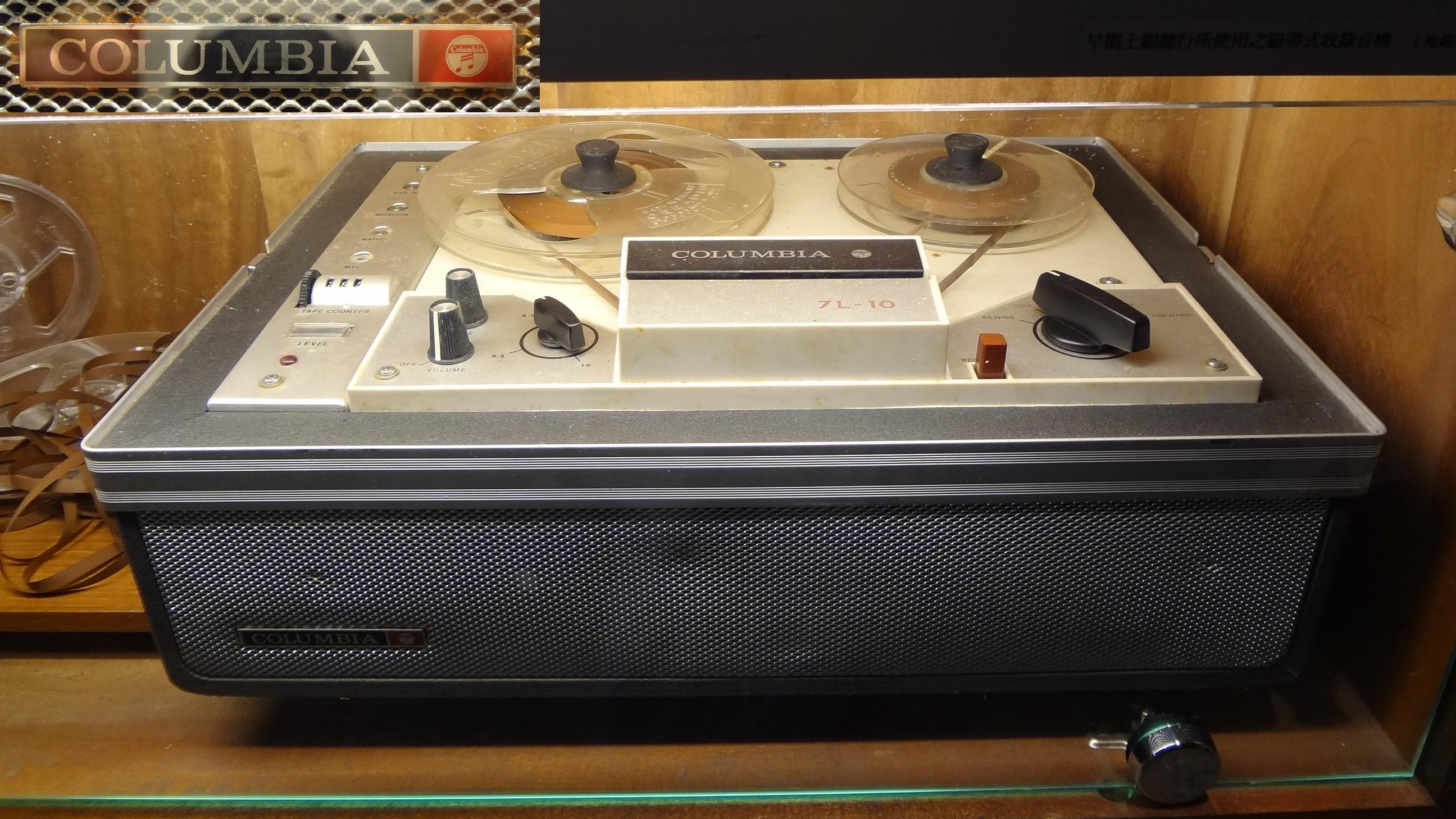
1960年代初めごろに発売されたCOLUMBIAブランドのオープンリール・テープレコーダー
「7L-10」

- 1964年（昭和39年） - 電子ピアノ「エレピアン」発売。デノン（現：デノンコンシューマーマーケティング）に分社化された後もしばらく製造された。
- 1965年（昭和40年） - 東京都港区赤坂に本社ビルを建設、同年2月1日より業務を開始。ほぼ同じ頃、同社内にCJ（CBS JAPANの略）事業部が作られ、日本国内において「CBS」レーベル（別称：CBSコロムビア）での邦楽ポップス（≒邦楽流行歌）の制作が開始される[注釈 11]。
- 1967年（昭和42年）6月30日 - 米コロムビア・レコードとの契約を解消[17]。
- 1968年（昭和43年）8月21日 - 日本国内における米コロムビア原盤の発売権がCBS・ソニーレコード（後のソニー・ミュージックエンタテインメント）に移管されたため、同原盤による発売を終了する[注釈 12]。また、EPICレーベルを含めた自社の洋楽部門からCBSレーベルでリリースしていた邦楽歌手やスタッフの一部もCBS・ソニーに移籍した。
- 1969年（昭和44年） - 日立製作所との資本提携を締結。
- 1970年（昭和45年） - レコード再生に於けるトレーシング歪を解消する技術、「ノン・ディストーション・カッティング・システム」を開発、運用開始[18]。
- 1970年（昭和45年）9月14日 - NHK放送技術研究所のPCM録音機の試作機を借りて、世界初のPCM方式によるデジタル録音を行う[18][注釈 13]。
- 1972年（昭和47年） - 自社製のPCM方式によるデジタル録音機第1号機[注釈 14]を作り、本格的なPCM録音によるレコード製作を開始する[注釈 15]。同時に「PCM」が同社の登録商標となる。
- 1974年（昭和49年） - 自社製のPCM方式によるデジタル録音機第2号機[注釈 16]が完成。1号機よりもコンパクトになったため、ヨーロッパに持ち込んでのPCMデジタル録音を行う（パイヤール指揮のバッハ「音楽の捧げもの」ほか）。
- 1980年（昭和55年）3月 - 壁掛けでレコード再生が可能なポータブルレコードプレーヤー「フリースタイル」（GP-3）発売。日立にもOEM供給され、デノンに分社化された後も含め、約23年間に渡って製造販売された。また、1995年にリリースされたスピッツの「ロビンソン」のMVやジャケットの小道具として使われたのがきっかけで再評価され、色違いモデルやコラボモデル、DJプレイ用ミキサーと言った派生モデルも製造された。
- 1982年（昭和57年）10月1日 - ソニー、CBS・ソニーと同時に、世界初のコンパクト・ディスク（CD）の再生機及びソフトを発売する（再生機は日立Lo-DのOEM。ソフトはベートーベンの「運命」、ドボルザークの「新世界」ほかクラシック10タイトルを発売。）。
- 2001年（平成13年）10月1日 - AV・メディア関連機器部門を株式会社デノン（後の株式会社デノン コンシューマー マーケティング）として分離（その後、日本マランツと経営統合、ディーアンドエムホールディングスとなる）。同部門生産拠点の白河工場（福島県）も譲渡。

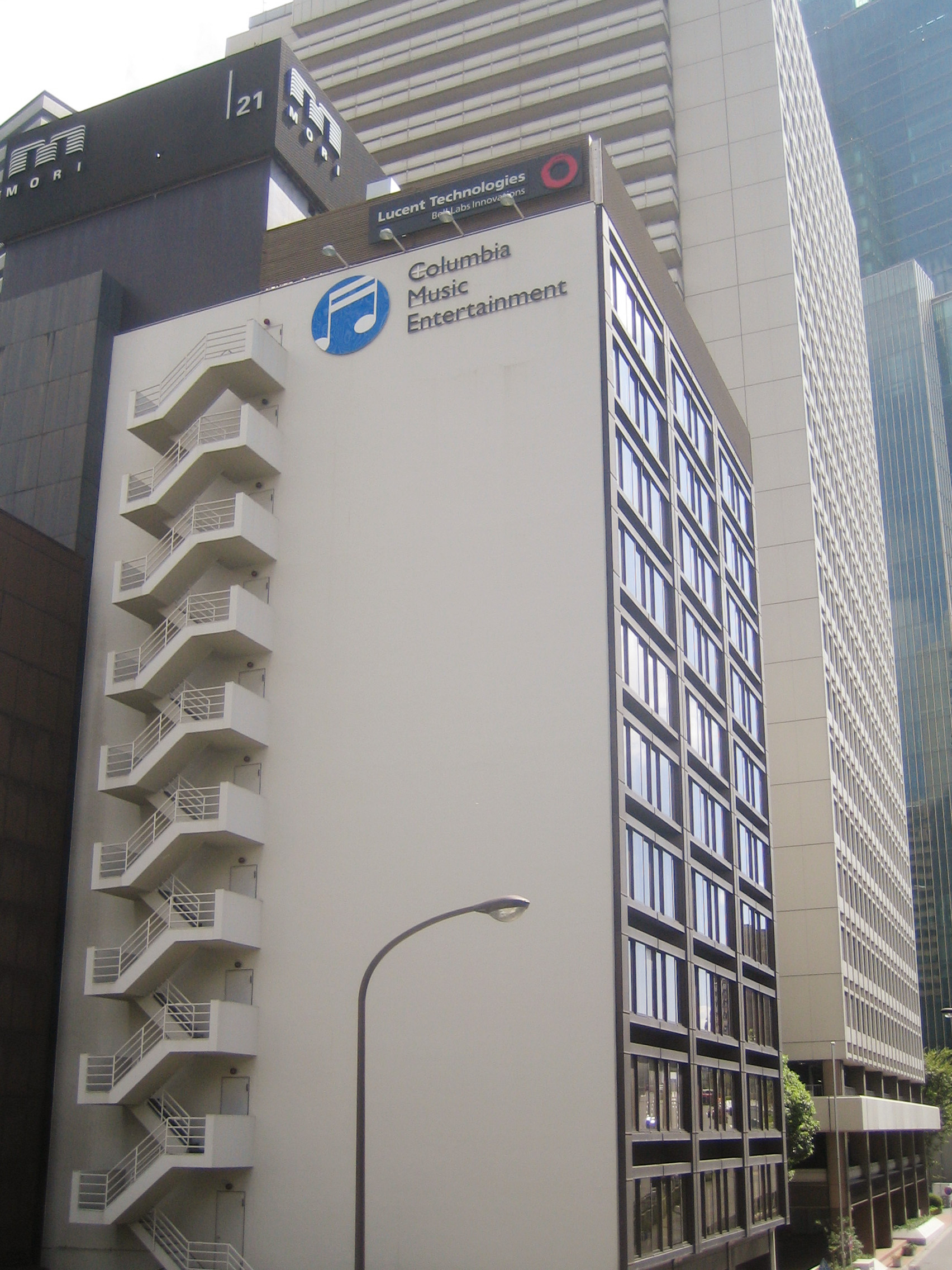
コロムビアミュージックエンタテインメント時代の本社

- 2002年（平成14年）10月1日 - ロゴマークを一新し、商号を「コロムビアミュージックエンタテインメント株式会社」（Columbia Music Entertainment Inc.、略称：CME）に変更。
- 2005年（平成17年）7月1日 - 赤坂本社屋売却に伴い本社機能を東京都港区六本木一丁目の第21森ビルに移転。
- 同年 - プレス部門（コロムビアデジタルメディア：名称のみ継承）を売却。
- 2007年（平成19年）9月28日 - TDK子会社のポストプロダクション・TDKコアを買収すると発表。買収金額は15億円で、同年11月1日付けで子会社化。
- 2008年（平成20年）2月1日 - TDKコアがクリエイティヴ・コア（現：麻布リース）に社名を変更。
- 2009年（平成21年）8月24日 - 本社が入居していた第21森ビルの解体・再開発の実施に伴い、家主の森ビルの意向により本社を港区虎ノ門4丁目1-40の江戸見坂森ビルへ移転。
- 2010年（平成22年）
  - 1月 - クリエイティヴ・コアを会社分割し、旧TDKコア時代からの音楽・映像・教育ソフト部門の一切の権利をコロムビア側で承継する。
  - 10月1日 - 創業100周年。同時に商号を「日本コロムビア株式会社」（三代目法人、NIPPON COLUMBIA CO., LTD.）に再々変更。
- 2011年（平成23年）3月28日 - クリエイティヴ・コアの全株式をウッドオフィスグループに売却。
- 2012年（平成24年）10月1日 - 音楽・映像ソフトウエア、ゲーム関連ソフトウエア等の販売事業等を、会社分割により新設子会社のコロムビア・マーケティング株式会社に承継。
- 2013年（平成25年）10月1日 - 新星堂よりレーベル「オーマガトキ」及び音楽著作権管理会社「シリウス」を取得[20]
- 2014年（平成26年）
  - 3月26日 - 株式会社フェイスが株式公開買付けにより過半数の株式を取得。フェイスが親会社となる。
  - 4月1日 - 配信事業、特販・通販事業を吸収分割により、「コロムビア・マーケティング株式会社」に承継。
  - 6月24日 - 2014 FIFAワールドカップ1次リーグで日本×コロンビア戦が行われるのを機に、応援する趣旨で社名を24・25日の2日間のみ「日本vsコロンビア株式会社」とする[注釈 17]。
- 2017年（平成29年）
  - 7月27日 - 上場廃止[23]。東証1部への上場開始から68年の歴史に幕を下ろす。
  - 8月1日 - 株式交換によりフェイスの完全子会社となる。
- 2021年（令和3年）2月1日 - 本社をフェイス東京オフィス内に移転[12]。

## レーベル

### 主要レーベル（事業部門）
- コロムビアレコード（COLUMBIA RECORDS） - 演歌・歌謡曲部門。規格品番はCOxA（アルバム以外）、COxP（アルバム）。かつてはJ-POPなどオールジャンルで、1960年代初頭までは一部洋楽も見られた。
- コロムビアジャパン（COLUMBIA JAPAN） - J-POP部門。規格品番はCOxA（アルバム以外）、COxP（アルバム）。2000年（平成12年）頃よりメインレーベルのコロムビアレコードより分離、2003年（平成15年）にトライアド・パッション（TRIAD PASSION、旧PASSIONレーベル）を改組。
- コロムビアハウス（COLUMBIA HOUSE） - アニメ・ゲーム・エデュケーショナル部門。規格品番はCOxC（アルバム以外）、COxX（アルバム）。かつては純邦楽も担当していた。
- コロムビアインターナショナル - クラシック・ジャズ・洋楽部門。規格品番はCOxB（アルバム）、COxY（アルバム以外）、COxQ（クラシック）。

### サブレーベル
- ベターデイズ（Better Days） - 1977年創設。同年8月に久保田麻琴と夕焼け楽団のアルバムが第1弾[24]。日本のクロスオーバー/フュージョンの創世記を牽引し、ピアニスト/キーボーディストの坂本龍一や同じくピアニストの橋本一子、ギタリストの渡辺香津美、サックス奏者の清水靖晃等を輩出。ステップスや24丁目バンド等の海外のミュージシャンの制作にも関わる。他、高橋幸宏、鈴木茂、小坂忠、矢野顕子、安全地帯および玉置浩二が作品を発表している。活動を長く停止していたものの、2018年に復活。2019年に同レーベルからEP「Primo」（プリモ）でメジャーデビューしたKitri（キトリ）は、30年ぶりの新人[25]。
- CMEレコード（CME RECORDS） - コロムビアレコードから派生したレーベル。主に過去のテレビ番組のサントラ盤などの再発やコンピレーション盤をリリースしている。
- M-TRAIN（エムトレイン） - 中村雅俊専用レーベル。コロムビア、BLOW UPを経て移籍（2003年のJ-POP部門再編によりコロムビアジャパンの派生レーベル）。
- DENON（デンオン → デノン） - 1973年、PCM（デジタル）録音の本格稼働にあわせ呼称とロゴを音響機器と同様の書体に変更してリニューアル。主に高音質を期待されるクラシックやジャズの作品が発売されたが、ジャズは次第にBetter DaysやInterface等のレーベルに移行、2022年現在はほぼクラシック専門レーベル。1980年代初期には演歌・歌謡曲・邦楽ポップスなどでもコンパクト・ディスク限定で使われたことがある他、前者の時代と同様に、商標権の関係からそれらの海外輸出盤でも使用された。なお、「DENON」の商標権はレコード等に関するものもディーアンドエムホールディングス（デノン コンシューマー マーケティング）に移っており、同社からライセンス（許諾）を受けて使用している。
- KRK LAB - きゃりーぱみゅぱみゅのプライベートレーベル。2021年発足。
- びいだまレコーズ - 2021年発足。“ことば”に込められた想いや響き、それが“うた”として発せられた時の喜びや感動を届けることを目的としたレーベル。ガラス製のビー玉に光がキラキラと反射するように、色とりどりのことばや歌が人々の心を照らし輝かせるようにと命名。レーベル第1弾作品として作詞活動50周年を迎えた松本隆のトリビュート・アルバムをリリースした。
- rock field japan - 2022年発足。ロックフィールドと日本コロムビアの共同運営。

### 過去のレーベル
- REGAL（リーガル） - 1933年（昭和8年）発売開始。帝国蓄音器商会の「ヒコーキ」レーベルを起源とし、1942年まで廉価版のレーベルとして用いられた[26]。伊藤久男や近江俊郎がリーガルレーベルからレコード発売している。その後の1980年代にも委託制作盤のレーベルとして使用された事例がある。
- DENON（デノン・音楽レーベル） - 1968年（昭和43年）設立。設立当時は、主に専属外の外部の音楽出版社などに所属の作家や歌手などを積極的に起用し、いわゆる「和製ポップス」のうちフォークあるいはソフト・ロック寄りの路線で展開した。伊東ゆかり、森山加代子、ベッツィ&クリス等が在籍。音響機器との差別化のためロゴは丸型であった。また、演歌・歌謡曲などでも「コロムビア」の商標が使用できない在外邦人向けの海外輸出盤や現地生産盤で使われた。「デンオン」レーベル開始に伴い、「デノン」レーベルの規格品番「CD」シリーズは「BLOW UP（ブロウアップ）」レーベル（1976年 - 1983年）に引き継がれ（のちに規格番号を「LK」を経て「AH」に変更。「CD → LK → AH」でもコロムビアレーベルで発売した例あり）、1980年代中期にコロムビアレーベルに統合[注釈 18]。
- Interface（インターフェイス） - ジャズ専用レーベル。Better Daysに所属していた大野えりなど一部のジャズ系アーティストが当レーベルに移動。中西保志が1992年のデビューから他社に移籍するまで在籍。
- TESLAKITE（テスラカイト） - 当時所属していた平沢進主宰のレーベル（1996年～1998年）。コロムビアとの契約終了後は平沢が所属する個人事務所のレーベルとして使用されている。
- B&M/B-C/BeatreC - 当時、音楽事務所的要素の強かったビーイングと提携したかつてのレーベル。初期のLOUDNESS、PAMELAHやBAAD、また末期にはFIELD OF VIEWも在籍。2001年に消滅。
- ヒートウェーブ（HEAT WAVE） - 1998年4月に日本コロムビアの機能子会社として設立したJ-POP系レコード会社。TRIADレーベル等のアーティストの一部が移籍し発売元になると共に、新人アーティストの発掘を事業領域としていたが、売上不振による債務超過に陥ったため、2001年3月に機能親会社の日本コロムビアへ吸収される形で法人消滅。その後レーベル自体も活動停止。
- パッションレーベル（PASSION） - コロムビアレコードからJ-POP部門を分離独立させ新設したレーベル。一時松山千春が在籍した。2003年、コロムビアジャパンに改組。
- ********* records,tokyo（レディメイド・レコーズ・トーキョー）- ピチカート・ファイヴなど「レディメイド・エンターテインメント」所属アーティストのレーベル（1998年 - 2002年）。
  - columbia readymade（コロムビア・レディメイド） - *********records,tokyoの後継レーベル。小西康陽関係の作品をリリース（2006年 - 2009年）。
- サヴォイ・レコード（SAVOY） - 1992年に日本コロムビアの傘下になったアメリカのジャズ・レーベル。チャーリー・パーカー等を輩出したことで有名。サヴォイ・レーベル・グループ（SLG）を形成。グループ下にデノンのクラシック部門を持っていた。2017年にSLGがコンコード・レコードに買収されたため契約満了。
- hug columbia - 海外の新興音楽レーベル・V2レコード（リチャード・ブランソンが英Virginのレコードレーベル部門を売却した後に設立したレーベル）と提携していたレーベル。2009年消滅。テイ・トウワが所属していた。
- ANIMEXレーベル - 旧コロムビアレコード直属時代から存在するサブレーベル。同社とアーティスト契約（専属契約も含む）しているアニメソング歌手・声優を中心としたレーベル。水木一郎、串田アキラ、サイキックラバー、谷本貴義（2006年（平成18年）ごろにインターチャネルより移籍）、植田佳奈、小清水亜美、堀江美都子等、大多数のアニソン系アーティスト（※一部声優を含む）が所属。
- トライアド（TRIAD） - ロック音楽系レーベル。1987年に財津和夫、チューリップが所属。1990年代、THE YELLOW MONKEY、THEE MICHELLE GUN ELEPHANT、ピチカート・ファイヴ、ザ・コレクターズ、森重樹一、Valentine D.C.らが所属。2007年から休止状態にあったが、2014年、吉井和哉の移籍を機に復活したが、吉井が他社に移籍後、再び休止。
- レーベル・ザ・ガーデン（Label The Garden） - 日本コロムビアが2016年に発足した、女性アイドル専門レーベル。2020年9月末をもって閉鎖。
- フューチャーレーベル（Future） - 2010年8月発足[27]。当初、CDと楽曲ダウンロードを組み合わせた『360°戦略』推進のため設立されるが、その後AKB48の派生ユニットであるNot yetの所属レーベルとして機能[注釈 19]。メンバーの卒業が相次ぎ事実上、横山由依専用レーベルだったが横山も2021年12月に卒業したため、事実上活動停止。

### 販売委託レーベル
- NHKエンタープライズ（旧NHKエンタープライズ21） - 日本の公共放送事業者であるNHKの関連企業。NHK関係の番組・作品の製作が事業主体としているが、それらに関連する映像・音楽ソフトを企画・制作・発売も行っている。なお、一部の番組や作品の関連メディアソフトによっては、日本コロムビアが直接発売・販売を行うものや、発売元が同社・販売元が日本コロムビアのケースもある。
- オーマガトキ - 日本の都市型CDショップチェーン・新星堂の関連企業として設立され、メジャー流通系インディペンデントレーベルとしては異色の音楽ソフトメーカー。サブカルチャー系（ゲーム系主体）の別働レーベルとしてCANDYPOPレーベルを設置。現在は数組のアーティストやグループと専属契約、かつてはスターダストレビュー、JAYWALK、松崎しげるの他に、Something ELseが活動末期に所属した。2013年10月に子会社化。
- ポリスター - ヤングジャパン → 田辺エージェンシー傘下のレコード会社。当初は有限会社ポリスター・ソングス名義で発売される作品のみ販売委託を行っていたが、後に親会社名義で発売される品番「PSxx-」を含む作品もユニバーサルミュージックとの提携解消に伴い順次、販売委託を行うようになった。
- ドリーミュージック - ティー ワイ リミテッド傘下のレコード会社。2003年7月から2007年3月まで販売委託していた。その後2007年4月から2010年3月までキングレコード、2010年3月から2017年3月までソニー・ミュージックマーケティングユナイテッドに委託していたが、日本コロムビアの親会社であるフェイスによる子会社化に伴い、10年振りに販売委託を再開。

### 過去の販売委託レーベル
- アルファレコード（現：ソニー・ミュージックレーベルズ）1991年から1994年。日本コロムビアの販売受託前は、ビクター音楽産業やワーナー・パイオニアが受託していた。
- インターチャネル（旧NECアベニュー時代 - センチメンタルグラフティ関連、現在はキングレコードに完全販売委託し、音楽事業自体もインデックスミュージックに分社）
- 幸福の科学出版 - 日本の新宗教仏教系教団・幸福の科学の関連企業。宗教関連の出版物の刊行が主体だが、アニメ映画の製作や関連CDの制作も行っている。なお、コロムビアは旧会社（日本コロムビア）時代から同社の音楽制作部門においての販売委託を行っていたが、2015年頃に委託契約を終了している。
- サンリオ（かつて音楽・映像ソフト分野で同社（旧社時代）に長らく販売委託を行っていた。現在は一部を除きエイベックス（avex trax）を中心に発売・販売権を他社に委託）
- MOTHER & CHILDREN（ロック系芸能事務所・マザーエンタープライズが設立、CBS・ソニーに在籍していたHOUND DOG、尾崎豊を移籍させた。1989年にアルファ・ムーン、THE BLUE HEARTS所属芸能事務所・GARLANDとの合弁により、MMG（ムーン・マザー・ガーランド）の1レーベルとなるが、尾崎は1990年早々に離脱。その後、MMGはイーストウエスト・ジャパンに社名変更後1994年に当レーベルは消滅。HOUND DOGは1995年に日本コロムビアに移動。MMGは1998年に消滅し、ムーン・ガーランドは1998年にWEA Japan（後の二代目ワーナーミュージック・ジャパン、以下WMJ）に吸収。他のイーストウエスト・ジャパン作品も一部を除き、WMJに移動。
- よしもとアール・アンド・シー（現：よしもとミュージック。吉本興業系で音楽・映像ソフト事業を手がける完全子会社。2016年1月にソニー・ミュージックマーケティング（現：ソニー・ミュージックマーケティングユナイテッド）に移管したのち（2019年4月にソニー・ミュージックソリューションズが承継）、2021年10月以降はユニバーサルミュージックが委託している）
- キノミュージック - 綜合住宅メーカー木下工務店のグループ会社。音楽・映像ソフト事業を行う。
- 旧バンダイ・ミュージックエンタテインメント（BME、旧アポロン。但し、同社が販売委託していたマリン・エンタテインメントの音源は同社が保有）や、同社に販売委託を行っていた旧エアーズ[注釈 20]、音楽部門（ソノシート関連）を持っていたころの朝日ソノラマ[注釈 21]、およびかつてコロムビアの直系子会社であったフォルテ・ミュージックエンタテインメント[注釈 22]の音源を買い取って同社の音源とし、現在に至っている。

## アーティスト

### あ - か行
- Ange☆Reve（2022年 - ）（ポニーキャニオンから移籍）
- 安全地帯（2020年 - ）（SALTMODERATEから移籍）
- 出光仁美（2010年 - ）
- 伊藤美裕（2011年 - ）
- 伊藤美来（2016年 - ）
- INNOSENT in FORMAL（2020年 - ）
- Wienners（2020年 - ）
- ウォルピスカーター（2019年 - ）
- 内田彩（2014年 - ）
- 遠藤正明（1995年 - ）ランティスに移籍しているがスーパー戦隊シリーズの関連で2021年に復帰。
- AIRFLIP（2019年 - ）
- 大石まどか（2002年 - ）
- 大川栄策（1969年 - ）
- 大杉久美子（1970年 - ）
- 大西亜玖璃（2021年 - ）
- 小倉唯（2022年 - ）（キングレコードから移籍）
- 小沢亜貴子（1993年 - ）
- 影山ヒロノブ（1985年 - ）ランティスに移籍しているがスーパー戦隊シリーズでの関係から2021年度に復帰。
- 金田たつえ（1973年 - ）
- 冠二郎（1976年に日本ビクターから移籍）
- 岸洋佑（2018年 - ）
- 北園涼（2019年 - ）
- Kitri（2019年 - ）
- きゃりーぱみゅぱみゅ（2021年 - ・自主レーベル"KRK LAB"所属）（ワーナーミュージック・ジャパン（unBORDE）から移籍）
- 9mm Parabellum Bullet（2016年 - ）
  - 菅原卓郎（2018年）
- 煌めき☆アンフォレント（2020年 - ）
- 工藤慎太郎（2006年 - 2010年、2018年 - ）
- クミコ（2013年 - ）
- 高野麻里佳（2021年 - ）
- kobore（2020年 - ）
- こまどり姉妹
- THE COLLECTORS（1991年 - ）（テイチクエンタテインメントから移籍）
- コロムビアゆりかご会（音羽ゆりかご会のメンバーがアニメソング、童謡、文部省唱歌のコーラスで歌う場合に使用した）
- 近藤玲奈（2021年 - ）
- コレサワ（2022年 - ）

### さ - な行
- サイキックラバー（ラムズ）（2003年 - ） - YOFFYはアニメ・特撮系の作詞・作曲家としても有名。
- ささきいさお（佐々木功）（1960年 - ）
- The Grateful a MogAAAz（2019年 - ）
- 佐藤和哉（2016年 - ）
- 7ORDER（2021年 - ）
- 珠麟-しゅりん-（2020年 - ）
- SiriuS（2020年 - ）
- 直田姫奈（2024年 - ）
- スターダストレビュー（2018年 - ）
- sweet ARMS（2012年 - ）
- 諏訪ななか（2020年 - ）
- 田川寿美（1992年 - ）
- ダ・カーポ（1973年 - ）
- タカ&ロザンナ（2020年 - ）
- 高嶋ちさ子（2002年 - ） - めざましクラシックスの初期メンバーを代表するバイオリン奏者。
- 高取ヒデアキ - 通常は主に同社向けに作詞曲主体で活動。
- 多岐川舞子（1989年 - ）
- 玉置浩二（2020年 - ）（SALTMODERATEから移籍）
- 手塚理 - かつてはキングレコードでスターチャイルド関連作品の劇伴をメインに活動（Vinkも参照）、現在は主に同社で劇伴・インスト系メインで活動。
- 寺西優真（2020年 - ） - 連続テレビドラマ「彼が僕に恋した理由」主題歌を担当。
- TEMPEST（2024年 - ）
- Teresa（2019年 - ）
- 德永英明（2024年 - ）（ユニバーサルシグマから移籍）
- 富田美憂（2019年 - ）
- Dressing（2024年 - ）
- NakamuraEmi（2016年 - ）
- 中村雅俊（PASSION/M-TRAIN）（1974年 - ）
- 南壽あさ子（2025年[28] - ）
- ナナランド（2018年 - ）
- ナノ（2022年 - ）
- 新沼謙治（1976年 - ）
- 西片梨帆（2020年 - ）

### は - わ行
- 走裕介（2009年 - ）
- 氷川きよし（長良プロダクション）（2000年 - ）※同系列のインディーズ系音楽事務所SOL BLADEに専属レーベル"[HK]レーベル"が存在する[注釈 23]。
- THE PINBALLS（2017年 - ）
- PK Shampoo（2023年 - ）
- 04 Limited Sazabys（2015年 - ）
- 福田翔（2020年 - ）
- 藤原道山（2002年 - ）
- 舟木一夫（1963年 - ） - 近年ではビクターエンタテインメント系からのリリースタイトルもある。
- fhána（2023年 - ）（ランティスから移籍）
- Project.R（2008年 - ）
- ベアードアード（2022年 - ）
- 星屑スキャット（2012年 - ）
- ポセイドン・石川（2018年 - ）
- 細川たかし（1975年 - ）
- ポップしなないで（2023年 - ）
- 堀江美都子（1969年 - ）
- Machico（2016年 - ）
- MADKID（2018年 - ）
- 松山千春（1992年 - ）（キャニオン・レコード→NEWSレコードを経てアルファ・レコードから移籍）
- まねきケチャ（2018年 - ）（Virgin Musicから移籍）
- マルシア（1989年 - ）
- 三浦明利（2018年 - ）
- 水谷豊（2015年 - ）（フォーライフ・レコードを経てavexから移籍）
- 宮内タカユキ（元内山田洋とクール・ファイブ）（1981年 - ）
- 都はるみ（1964年 - ）
- 宮田大（2020年 - ）
- 村川梨衣（2016年 - ）
- 村方乃々佳（2023年 - ）[29]
- 村木弾（2016年 - ）
- めろん畑a go go（2018年 - ）シーワークス
- MOSHIMO（2021年 - ）
- ももすももす（2019年 - ）
- 森崎ウィン（2020年 - ）
- 森の木児童合唱団
- 八代亜紀（1986年 - ）
- 山崎エリイ（2016年 - ）
- 山野さと子（1980年 - ）
- ヤング・フレッシュ（1960年代頃 - 1980年代頃、2000年代頃 - ）（後の東映アカデミー特音教室生による児童コーラスグループ。子供向けのアニメソングや特撮ソングのコーラスに参加することが多い）
- 悠木碧（2017年 - ）
- 有華（2023年 - ）
- 吉田仁美（2014年 - ）
- LAST FIRST（2019年 - ）
- LACCO TOWER（2016年 - ）
- ラブリーサマーちゃん（2020年 - ）
- 陸上自衛隊中部方面音楽隊 鶫真衣（2018年 - ）
- reGretGirl（2021年 - ）
- 彩青（2019年 - ）
- 六道寺恵梨（2019年 - ）
- 和氣あず未（2020年 - ）

### コロムビアアーティスト&プロダクツラボ
歌手・アーティスト活動以外のタレント・俳優業で携わるタレント
- 鈴木ゆうほ
- 虹村かんな（グラビアアイドル・女優）
- ファンタスティック☆パイセン
  - まほパイセン
  - ももパイセン

## 以前に在籍していたアーティスト
引退、解散、死去したアーティストも含む。

### あ行
- 愛河里花子 - ビクターエンタテインメントから移籍、現在はアーティストとしての活動を休止
- Aisha - ビーイング専門レーベルB-Cに所属、KEY WEST CLUBの東恵子のソロユニット。
- Iyse（2008年 - 2009年）
- I Don't Like Mondays.（2014年 - 2017年）avexへ移籍
- あえか（2015年 - ）
- 赤マルダッシュ☆（2014年 - 2018年）解散
- 青山和子（1960年 - 1975年、1984年 - 2016年） - 1975年にテイチクレコードに移籍。1984年に復帰するも2016年にクラウンレコードへ再移籍。
- 赤い鳥 - デビューはデノンレーベル、のちにリバティレコード（東芝音工）に移籍。原盤制作はアルファ・アンド・アソシエイツで、現在音源はソニー・ミュージックダイレクトが所有
- 朝丘雪路 - 東芝音工（後のEMIミュージック・ジャパン） → 日本クラウン → CBS・ソニー（後のソニー・ミュージックレコーズ）に移籍。
- 浅野真澄（2005年）
- 安倍なつみ（2014年） - 元モーニング娘。初期メンバー。2014年10月にアップフロントワークス（hachamaレーベルを経てUP-FRONT WORKSレーベル）から一時的に移籍するが2015年6月に古巣のアップフロントワークスへ再び移籍。
- amorecarina（2015年）活動休止
- 荒川ケンタウロス（2015年）ハピネットへ移籍
- 淡谷のり子
- under the yaku cedar（2008年）
- e-sound speaker（2008年）
- THE YELLOW MONKEY（1992年 - 1996年、2016年 - 2018年） - 1996年にファンハウス（現・アリオラジャパン）に移籍、のち解散。2016年、再結成により日本コロムビアに復帰。2018年にワーナーミュージック・ジャパン傘下レーベルのアトランティック・レコードへ移籍。
  - 吉井和哉（2014年 - 2018年）（Virgin Music／ユニバーサルミュージック → コロムビア）
- 飯田久彦 - 日本クラウン→日本ビクターに移籍。引退後日本ビクターから分社したビクター音楽産業（現：ビクターエンタテインメント）に改めてアルバイトとして入社。正社員への昇格後はディレクター・プロデューサーとして活動。
- 池真理子
- 石井聖子
- 石川さゆり - ポニーキャニオンに移籍、のちに同社の演歌部門廃止で現在はテイチクエンタテインメントに在籍。コロムビア、ポニキャン時代の音源はホリプロを経て（ポニキャンのホリプロ音源は1996年まで）、個人事務所「さゆり音楽舎」が所持
- いしだあゆみ - ビクターレコードから移籍、その後アルファレコードを経てCBS・ソニーに移籍後、女優業に専念するも2025年死去
- 石田燿子 - 当時は石田よう子名義でデビュー、現在はジェネオンエンタテインメント（旧・パイオニアLDC）に在籍
- 石原慎一 - 現在はエイベックス等、複数のレーベルで活動中
- 伊勢大貴（2014年）
- ICHIKO（2008年 - 2009年）
- 伊藤かずえ - フォーライフに移籍後、女優業に専念
- 伊藤久男
- 伊東ゆかり - キングレコードより移籍 → ビクターインビテーション → アルファレコード → キングに復帰 → ユニバーサル → BMG JAPANを経て、現在はフリー
- 伊奈かっぺい（1977年 - 2017年）（マルチタレント、元・青森放送社員）
- 因幡晃
- 井上純一
- 井上宗孝とシャープファイブ - キングレコードより移籍（コロムビアを経て、キャニオン）
- 岩田光央・鈴村健一（2006年）（協力・ラジオ大阪）
- 植田佳奈（2003年）（アーツビジョン/アイムエンタープライズ）
- 上田まり - 現在はエイベックスに移籍
- 上間綾乃（2012年 - 2017年）
- ATEEZ（2019年 - 2023年） - ユニバーサルシグマへ移籍
- HR（2014年 - 2018年）活動停止
- s4（2013年）
- エスカレーターズ - 解散
- EDGE - ビーイング専門レーベルB-C第一弾
- NG HEAD（2005年 - 2007年）
- エノケソ（2008年）
- Mi（エムアイ）（2005年 - 2008年） - 活動休止
- NA-3LDK（エヌエーサンエルディーケー）（2008年）
- 演歌女子ルピナス組（2018年）
- 大滝詠一 - Niagaraレーベルと共に在籍。エレックレコードの倒産に伴い、同社より移籍。80年代CBS・ソニーに、Niagaraレーベルごと移籍
- autumn leave's（2008年）
- 王貞治 - 後の福岡ソフトバンクホークスの球団取締役会長、日本プロ野球名球会会長
- 大石昌良（2007年 - 2010年）
- AUTRIBE（2013年）
- 大橋恵里子 - 女優に転向後、引退。後の長谷川康夫（劇作家・演出家）夫人
- 大橋ちっぽけ（2019年 - 2022年）（Virgin Musicに移籍）
- おおはた雄一（2009年 - 2010年）
- 大矢晋 - 引退
- 岡本敦郎
- 尾崎紀世彦
- 岡村佳枝 - ユピテルレコードより移籍。現在はラジオ・パーソナリティーなどの仕事で活躍
- 奥菜恵
- 0930（ヤマハ音楽振興会）- 解散
- 小田茜 - 女優業に専念
- ohana（2006年）
- オレンジカウンティーブラザース
- ジュディ・オング - CBS・ソニー → 東芝EMIへ移籍を経て、現在はビクターエンタテインメントに在籍

### か行
- GARDEN - アルファ・ミュージックから移籍。現在はインディーズで活動
- カーネーション - 徳間ジャパンから移籍。2003年（平成15年）にエイベックスへ移籍し、現在はインディーズで活動
- Kagrra,（2004年 - 2007年）
- GAGLE（2005年）
- 笠置シヅ子（1934年 - 1957年）
- 笠原弘子 - ワーナーミュージック・ジャパンから移籍。一時期ベラボー・エンタテインメントよりマキシシングルやアルバムをリリースしていたが、現在はHiBOOM VRに在籍
- 和幸（2007年 - 2009年）
- Cup's - ビーイング専門レーベルB-Cに所属していた
- GADORO（2019年）
- 金井克子 - 1970年（昭和45年）にCBS・ソニーに移籍、現在はアーティストとしての活動を休止
- 彼女 IN THE DISPLAY（2018年）
- COMEBACK MY DAUGHTERS（2013年）
- 嘉門達夫 - 1989年に代官山プロダクションに移籍
- 茅弘二
- gulff（2006年）
- cali≠gari（2015年） - インディーズを経て2017年、VAPに移籍
- GARO - 原盤制作はアルファ・アンド・アソシエイツ（マッシュルームレーベル）。現在音源はソニー・ミュージックダイレクトが所有
- 河合奈保子 - 1997年（平成9年）よりアーティストとしての活動を休止
- 河合美智子 - デビュー初期に行っていた歌手活動を休止後、ドラマ『ふたりっ子』とのタイアップで「オーロラ輝子」名義で歌手活動再開→現在はアーティストとしての活動を休止し、女優業に専念
- color-code（2014年 - 2017年）ドリームミュージックへ移籍
- 河上幸恵 - 引退後、阪神地区で司会業・ピアニストに転向。2019年に歌手活動を再開
- 河村隆一 - 2009年（平成21年）avexへ移籍
- 川本真琴（2016年） → MY BEST! RECORDS
- 菊池俊輔 - 作曲などで活動していたが、2021年4月24日死去
- 木久ちゃんロケッツ（2016年）
- the guitar plus me（2008年）
- 北島三郎 - 1964年（昭和39年）に日本クラウンに移籍
- きただにひろし - 現在はavex、ランティス等、複数のレーベルで活動中
- GiFT（2007年 - 2008年）
- 木村カエラ - 2006年 - 2013年（平成25年）にビクターエンタテインメントに移籍
- 霧島昇（1984年4月24日死去）
- キリンジ（2005年 - 2013年）（東芝EMIから移籍）
  - 馬の骨（2005年、2009年）
  - 堀込高樹（2005年）
- 清春（2017年 - 2018年）ポニーキャニオンへ移籍
- Kyoco（2014年）
- 杏真理子（1971年 - 1973年）1974年死去
- 空中分解 feat.アンテナガール（2012年）
- 草尾毅 - 現在はアーティストとしての活動を休止
- 口笛太郎Duo（配信のみ）（2011年）
- グッドモーニングアメリカ（2013年 - 2020年）活動休止
  - for better,for worse（2018年）
- GOOD CREW（2008年）
- 久保幸江
- 暮部拓哉（2008年 - 2009年）
- 紅麗威甦 - 解散後、ボーカルの哲太は杉本哲太に改名し俳優に転向
- 国実百合
- クラムボン（2007年 - 2015年）インディーズへ移行
  - 原田郁子（2008年）
  - mito（2011年）
- 黒沢年男（後の年雄） - 当初はCBSコロムビアに所属していたが、後述するジャッキー吉川とブルー・コメッツ同様日本コロムビアに移動。のちに東芝EMIに移籍。現在は俳優・タレント業に専念
- CROSS CLOVER（2004年）
- ケイタク（2005年 - 2007年）
- 毛皮のマリーズ（2010年 - 2011年解散）
- KenKen（2007年）
- KEN☆Tackey（2018年）
- 國府田マリ子 - コナミ音楽部門（後のコナミ・マルチメディア）よりメジャーデビューし、その後同社で挿入歌をリリース。その後はキングレコードへ移籍して現在に至る（2005年（平成17年）より育児休業のためすべての活動を当面自粛の方向へ）
- KOHH（2019年 - 2020年）引退
- GO!THE SKIP（2003年 - 2004年）
- GHOSTY BLOW（2005年 - 2007年）
- こおろぎ'73 - 1990年に活動停止
- COLDFEET（2008年）
- 小坂一也
- 小坂忠 - 原盤制作はアルファ・アンド・アソシエイツ（マッシュルームレーベル）。後にゴスペルシンガーに転向、2001年（平成13年）、25年ぶりにロック／ポップ・ミュージックのアルバムを発表。現在音源はエピックレコードジャパンが所有
- 小清水亜美（2006年 - 2009年）
- 五條真由美（2009年）
- ゴダイゴ
- 後藤久美子 - 女優業に専念
- 小林旭 - → 日本クラウン → ポリドール → ソニーレコード → 第一興商傘下のガウスエンタテインメント（後の徳間ジャパンコミュニケーションズガウス制作室）現在はマイトガイレーベル（インディーズ・ダイキサウンド受託）在籍
- 小林幸子 - デビュー時に在籍。その後、多数のレーベルを経て、ワーナー・パイオニアで「おもいで酒」を皮切りに多くの代表曲を世に送り出す。1990年代中期に古巣であるコロムビアに復帰したが、個人的な事情により、2012年（平成24年）、離脱して自身のレーベルを設立した。
- 胡美芳（1952年 - 2006年引退）
- KOBUDO -古武道-（2007年 - 2013年）
- コロムビア・オーケストラ（1929年 - 1980年）
- コロムビア・トップ
- コロムビア・ライト
- 初代コロムビア・ローズ（1952年 - 1961年）
- 二代目コロムビア・ローズ（1962年 - 2020年8月16日死去）
- 三代目コロムビア・ローズ 野村未奈（2004年 - 2014年）

### さ行
- サーカス - アルファレコード → ワーナー・パイオニアから移籍。その後、VAP → ファンハウスを経て、現在はソニー・ミュージックダイレクトに在籍
- 斎藤工（2011年 - 2012年）
- 在日ファンク（2014年 - 2016年） → カクバリズム
- 堺正章 - ザ・スパイダース解散後にソロ歌手としてデビュー。のちにビクターエンタテインメントに移籍。なお、ムッシュかまやつ、井上堯之とのユニット「ソン・フィルトル」を経て、その後アーティストとしての活動を休止するも、2008年（平成20年）に久々に新曲を発表
- 榊原郁恵 - 第1回ホリプロTSCグランドチャンピオン。現在はアーティストとしての活動を休止
- 坂口良子 - のちにフォーライフに移籍して数枚シングルをリリース。現在はアーティストとしての活動を休止し、本業の女優業に専念するも、2013年（平成25年）死去
- 坂本スミ子 - のちにCBS・ソニーに移籍、現在はアーティストとしての活動を休止
- 坂本龍一（1978年～1979年）
- サガユウキ（2007年 - 2008年）
- 佐土原かおり（2012年 - 2015年）
- The TOYS（1988年 - 1990年）
- 桜っ子クラブさくら組 - ワーナーミュージック・ジャパンから移籍、のち解散
  - ムーン・リップス - 上記からの派生ユニット。ユニット名はアニメ『美少女戦士セーラームーン』で主題歌を歌っていたことから由来。その後、アニメ版完結を待たずして解散
- 佐々木望 - 現在はアーティストとしての活動を休止
- 佐々木ゆう子（2006年）
- 五月みどり - 徳間ジャパンコミュニケーションズに移籍
- 佐藤広海（2004年）
- 360°（サブロク）（2001年 - 2003年）
- 佐村河内守 - ゴーストライター問題が発覚したため契約を解除、事実上の引退
- 猿岩石 - 『内村プロデュース』などで"手裏剣トリオ"名義で一時は活動するも、結局解散。有吉のみ太田プロに残留へ
- THE SUNDAYS（2009年）
- サンドリオン（2023年 - 2024年）解散
- サンプラザ中野くん（2010年）
- Ceiling Touch（シーリング・タッチ）（2008年）
- Scene of Heaven（2007年）
- JAY'S GARDEN（2013年）
- SHAME（2008年）
- SHALE APPLE（2007年）
- GENERAL HEAD MOUNTAIN（2009年 - 2011年解散）
- 時給800円 - 現在はR and Cに移籍、メンバーの品川祐は、品川庄司として2005年（平成17年）にアーティストデビュー
- ZIG ZAG - フォーライフ・レコードに移籍、のち解散
- Sister MAYO（2001年 - 2006年）
- ジェニファー（2013年 - 2015年）
- Shine Fine Movement（2017年 - 2020年）解散
- 姿月あさと（2005年 - 2006年）
- しばたはつみ - ビクター → RCAビクターから移籍。移籍前の芸名は「はつみかんな」
- 渋谷哲平 - 現在はアーティストとしての活動を休止し、俳優業に専念
- SHIHO - 活動中
- 島倉千代子 - 2013年 (平成25年) に肝臓がんのため死去。
- 島田奈美 - 「ガラスの幻想曲」でデビュー、世界初のピクチャーCD[要出典]を発売。現在は音楽ライター島田奈央子（本名）として活動中
- 志村香
- 子門真人 - ポニーキャニオンへの移籍を経て、現在は引退の模様
- SHAKALABBITS (2008年)
- ジャッキー吉川とブルー・コメッツ - 当初はCBSコロムビアに所属していたが、先述の黒沢年男と同様に日本コロムビアに移動した。1973年のメンバーチェンジ後はビクター音楽産業に移籍。
- ジャドーズ - 活動休止状態なのだが、メンバーはダンス☆マン&ザ・バンド☆マン（エイベックス所属）として活動している
- JABBERLOOP（2007年 - 2009年）
- ザ・シュークリーム - 解散後、ホーン・ユキ（ユキ）は女優として、清水クーコ（クーコ）はタレントとして、谷上いく子（イッコ）は南麻衣子→北原由紀に改名しソロ歌手として、甲山暁美（ノロ）はモデルとして活躍
- Juicy Fruits - 解散
- 首藤薫（2003年）
- 純エリ子 - 後に藍美代子の芸名で渡辺プロダクションから再デビュー。現在はフリーのジャズヴォーカリスト兼パブ経営者
- 庄野真代 - 東芝EMI→ファンハウスへ移籍を経て、現在は自主制作レーベル「S2S」に在籍
- 白田あゆみ - 引退。
- 白波多カミン with Placebo Foxes（2016年）
- Syrup 16g（DAIZAWA RECORDS）（2002年 - 2003年） - 解散
- 伸太郎（2009年）
- すイエんサーガールズ（2012年 - 2014年）
- SUIKEN×S-WORD（2012年）
- 水前寺清子 - 11曲録音するもデビューには至らず、1964年（昭和39年）に日本クラウンへ移籍してデビュー
- 超飛行少年（スーパーフライングボウイ）（2006年 - 2008年）
- STAn（2007年 - 2008年）
- spAed - ビーイング専門レーベルB-Cに所属していた、解散
- センチメンタル・シティ・ロマンス
- 藏合紗恵子（2014年 - 2015年）
- sorachoco（稲村優奈・花村怜美） - 2011年解散

### た・な行
- 大我（2008年） - からくりキャラバンシリーズにて人材発掘の少年ドラマー、同社よりメジャーデビュー。
- 大事MANブラザーズバンド - メルダック（トライエムを経て、後の徳間ジャパンコミュニケーションズメルダック制作室）→ファンハウスを経て移籍、解散後立川俊之はソロ活動。その後「大事MANブラザーズオーケストラ」として再結成。
- だいすけ君と松本君 supporting ハル&チッチ歌族（2010年）
- タオルズ（2006年）
- 高木綾子（2000年 - 2012年）
- 高橋克典 - ワーナーミュージック・ジャパンから移籍 → 現在はavexに在籍
- 高橋洋樹 - 一度引退するも、2005年（平成17年）にマーベラスエンターテイメントへ移籍・復帰
- 高見知佳 - 2022年死去
- 高峰三枝子（1938年 - 1990年逝去） - 初期のコロムビアを支えた歌う女優の走りで、代表作〈湖畔の宿〉他
- 竹仲絵里（2004年 - 2007年） - R and Cへ移籍
- TAMTAM
- たむらぱん（2008年 - 2014年）
- 田村ゆかり（2020年 - ）
- DAHLIA（2003年）
- TALIZMAN - 解散
- 段田男 - 引退。歌謡教室を主宰。
- ちあきなおみ - CBS・ソニー（主題歌を歌った映画のサウンドトラック） → ビクターインビテーション → テイチク、現在は芸能活動休止
- チームドラゴン from AKB48（2010年）
- Czecho No Republic（2013年 - 2015年）インディーズへ移行
- CHAINS - メジャー契約終了後、インディーズにて活動中。
- CHISATO - 徳間ジャパンコミュニケーションズより移籍。現在は、PENICILLINとは別にスタートしたソロプロジェクトCrack 6のメンバーとしてshelva recordsに在籍
- CHARCOAL FILTER - POWERPOP RECORDS.COMから移籍、コロムビアを経てWARNER MUSIC JAPANへ移籍。現在は既に解散
- Chara（2022年 - ）
- Chu-Z（2014年 - 2016年）
- チューリップ
  - 財津和夫（東芝EMI → ファンハウスから移籍、現在はビクターエンタテインメントに在籍）
- TWEEDEES（2015年 - 2018年）
- つきよみ（2004年 - 2006年）
- 辻香織（2006年）
- つのごうじ - 現在は活動休止か
- つるうちはな（2019年）
- De-LAX（1999年） - 2002年に活動を休止。2006年に活動を再開。
- DJ KAWASAKI - EMIミュージック・ジャパンに移籍
- DJ GOMI（2008年）
- DNA (destined noble affection)（2014年）
- Tasty Jam（2003年）
- テイ・トウワ（2007年 - 2009年） - 海外では米国のV2レコードと専属契約（但し、松本人志初監督作品の松竹・吉本映画『大日本人』のサントラ盤はソニー系のレコード会社よりリリース[31]）
- 寺田恵子 - ビクターエンタテインメントへの移籍を経て、現在はavex（avex mode）に在籍
- 寺田有希（2018年）
- 転校生（2008年）
- 天童よしみ - ポニーキャニオンから移籍、現在はテイチクエンタテインメントに在籍
- 堂島孝平 - 徳間ジャパンコミュニケーションズに移籍
- 当山ひとみ - ボーカルの講師を行いながら、現在も活動中
- 十田敬三 - 引退
- 富樫美鈴（2011年）
- .lady.（2014年 - 2015年）
- 冨田勲（1960年 - 2016年逝去）
- 富田靖子 - 東芝EMIに移籍。現在はアーティストとしての活動を休止し、女優業に専念
- ドミンゴス - メジャー契約終了後、インディーズにて活動。2004年（平成16年）解散（後に再結成）
- 豊嶋真千子 - 現在はアーティストとしての活動を休止
- ドレスコーズ（2012年 - 2013年）
- とんぼ（改名前・とんぼちゃん） - 1981年、キャニオン・レコードより移籍。1982年に解散。
- 内藤やす子 - ラジオシティ → フィリップスを経て、現在はテイチクエンタテインメントに在籍
- 内藤洋子 - 芸能界引退後、「喜多嶋洋子」名義で絵本作家として活動、不定期でテレビ出演。
- 中島卓偉（2000年 - 2003年） - アップフロントワークス（レーベルはゼティマ）に移籍
- TRUSTRICK（2014年 - 2016年） - ボーカル・神田沙也加とギター・Billyによるユニット。2016年に活動休止し、2019年に解散。
- 中西保志 - 現在は徳間ジャパンコミュニケーションズに在籍
- 中野忠晴
- 流田Project（2013年 - 2014年）
- 謎の新ユニットSTA☆MEN（2006年 - 2013年）
- ナナカラット（2014年 - 2017年）
- 浪花男 - ソニー・ミュージックエンタテインメントへ移籍。
- なまず（2001年）
- 並木路子
- NIKIIE（2010年 - 2014年）
- 錦織健（2008年）（ポニーキャニオンより移籍、男性オペラ歌手）
- nido（2005年）
- NITRO MICROPHONE UNDERGROUND（2004年 - 2005年、2012年）
- 忍者 - 解散
- naja（2003年）
- navy&ivory（2007年 - 2009年）
- NONA REEVES（2003年）
- のだこころ（2019年）
- Not yet（2011年 - 2014年）（AKB48のユニット）
- NORISIAM-X（2005年）

### は行
- BAAD（ビーイング専門レーベルBeatreCに所属。ZAIN RECORDSから移籍、解散）
- HIFANA（2006年）
- HOUND DOG（イーストウエスト・ジャパンから移籍、R and Cにも在籍。現在は活動休止中）
- 橋本潮 - 一度活動休止するも、コロムビアに復帰
- 橋本仁 - 現在はエイベックス（avex mode）に在籍
- 花江夏樹（2016年）
- BUNNY THE PARTY (2013年)
- PaniCrew（2000年 - 2003年、2009年、2013年） - 現在はBMG JAPANに在籍
  - 魁!ジョッパーズ（2003年）
- Bahashishi（2007年 - 2009年）
- 浜崎あゆみ - 現在はエイベックスに在籍
- PAMELAH - ビーイング専門レーベルB-C/BeatreCに所属していた、解散
- 林未紀（2007年）
- 早瀬ひとみ（2014年 - 2017年）
- 原真祐美（1983年 - 1985年引退）
- VALSHE - 5pb.Recordsから移籍。2013年（平成25年）にビーイングへ移籍。
- palet（2013年 - 2015年）
- Halo at 四畳半（2018年 - 2021年）5月活動休止
- HANZO（2014年）
- パンダドラゴン（2024年 - 2025年）
- パンダフルハウス - 1980年（昭和55年）に解散。
- valentineD.C. - 活動休止
- ピアノゾンビ（2014年 - 2015年）インディーズへ移行
- PIECE4LINE（2008年）
- P-MODEL - ポリドールから移籍。その後インディーズで活動後、2000年（平成12年）に活動休止。
- 比企理恵 - 第4回ホリプロTSCグランプリ。現在は歌手としての活動を休止し、女優業に専念
- 樋口あゆ子（2001年 - 2011年）
- HiGE（2011年 - 2013年）
  - 須藤寿 GATALI ACOUSTIC SET（2012年）
- 日高美子 - 引退後主にビクターエンタテインメントより童謡歌手として活動。現在心理カウンセラー。ドイツ在住。年に一度帰省ライブ活動。
- VITAMIN-Q（2008年）
- bice（ビーチェ） - ポニーキャニオン → 徳間ジャパンコミュニケーションズを経て、2008年（平成20年）契約。2010年（平成22年）に死去
- ピチカート・ファイヴ - 解散
  - 野本かりあ（2006年 - 2007年）
- 秀夕木 - 1998年（平成10年）に心不全のため死去。
- ヒデとロザンナ - 結婚を公表しなかったため契約解除 → ワーナー・パイオニアへ移籍
- 一青窈 - 2002年 - 2008年（平成20年）8月に契約終了、2009年（平成21年）にフォーライフミュージックエンタテイメントへ移籍
- ビューティフルハミングバード（2007年）
- 平沢進 - P-MODELと同じくポリドールからの移籍。その後、インディーズとして活動中。
- 平松まゆき - 芸能活動を休業後、会社員を経て弁護士の資格を取得。
- 弘田三枝子 - 1977年（昭和52年）に離脱し、渡米。1980年代に帰国後は、フリーの立場からディナーショーなどを中心に活動していたが、2020年（令和2年）に心不全のため死去。
- 平山みき（旧・平山三紀）（1970年 - 1975年、2016年） - 近年ではソニー・ミュージックダイレクト、およびアップフロントワークスからのリリースタイトルも存在していたが2016年7月より古巣となるコロムビアに回帰した。
- FIELD OF VIEW - （ビーイング専門レーベルBeatreCに所属。ZAIN RECORDSから移籍し後にZAIN RECORDSへ再移籍）
- 風雅なおと - 現在はEMIミュージックで『しましまとらのしまじろう』で主題歌や挿入歌等を歌っている
- フェロ☆メン（2009年 - 2018年）
- フォー・クローバース - 東芝音工から移籍。東芝時代はフォー・セインツとして活動。
- 藤井リナ（2008年）
- 藤田恵名
- 藤谷美和子 - 現在は歌手としての活動を休止し、本業の女優業に専念
- 藤山一郎（テイチク・ビクターなどに在籍した期間あり）
- 二葉あき子（1936年 - 2003年引退）
- 布施明 - キングレコード → フィリップス → コロムビア → ビクター → アップフロントワークス・ゼティマを経て、現在はユニバーサルシグマに在籍
- Fly or Die（2016年）
- BLACK BOTTOM BRASS BAND（2012年）
- Bloodthirsty butchers（2004年 - 2005年）
- フラバルス（2006年 - 2008年）
- Flower Notes（2016年 - 2020年）解散
- プリマベーラ（2009年 - 2010年）
- Blu-Swing（2008年）
- ブレッド&バター
- Project DMM - 円谷プロ作品の主題歌を多く手掛ける男性3人組のボーカルユニット。2009年（平成21年）に活動休止
- 辺見マリ
- ジャッキー吉川とブルーコメッツ - 解散（新編成後のグループはビクターレコードでデビュー）
- Paix2（ペペ）（2001年 - 2015年）
- BOWL（2006年）
- 星野奏子（2009年）
- ホフディラン（2001年 - 2002年）
- BŌMI（2011年 - 2013年）
- 本田美奈子. - 東芝EMI → キティMMEから移籍。2005年（平成17年）に死去
- 本間千代子
- BON-BON BLANCO（2002年 - 2005年）

### ま・や・ら・わ行
- 牧穂エミ - ビーイング専門レーベルB-Cからリリース、現在はアーティストとしての活動を終了し、作詞家業に専念。
- まきのめぐみ（2003年 - 2007年）
- 雅だよ雅（2008年）
- 増田未亜 - 現在はアーティストとしての活動を休止し、女優業に専念
- madcap death panda（2008年）
- 松方弘樹
- 松原のぶえ - 2005年（平成17年）よりガウスエンタテインメント（後に徳間ジャパンコミュニケーションズガウス制作室）に移籍
- 松坂慶子 - ポリドールから移籍 → ソニーレコードに移籍、現在はアーティストとしての活動を休止し、本業の女優業に専念
- 松山まさる - ポリドールに移籍して一条英一、ミノルフォンに移籍して三谷謙に改名もヒット曲に恵まれず、『全日本歌謡選手権』に出場して10週勝ち抜きのグランドチャンピオンとなり、現在の芸名は五木ひろしである。
- ManaKana
- マボロシ☆ラ部（2014年）
- mayumi（2017年）
- marasy（2020年）
- MALICE MIZER - 1997年（平成9年）にメジャー入りするも、1999年（平成11年）に再度インディーズへ → 2001年（平成13年）末で解散。ヴォーカルのGacktは1998年（平成10年）に脱退し、翌年日本クラウンでソロ活動を開始
- 未来-MIKU-
- 水谷絵津子 - 引退
- 水木一郎（1968年 - 2022年） - 2022年に肺がんのため死去
- 水森亜土 - 現在はウォルト・ディズニーと提携してエイベックスに在籍
- 美空ひばり
- 三田村邦彦 - 東芝EMI → TDKコアから移籍、現在はアーティストとしての活動を休止し、本業の俳優業に専念
- 観月ありさ - 1997年（平成9年）エイベックス（avex tune）に移籍
- thee michelle gun elephant - ミッシェル・ガン・エレファント名義で再度、同社へ移籍
- ミッツ・マングローブ（2011年 - 2012年）
- みといせい子 - 旧・日本コロムビア時代に歌手デビュー、現在は芸能リポーターとして活動
- 緑川光 - 現在はアーティストとしての活動を休止
- 南かなこ（2003年 - 2012年引退）
- ミミ - ミミ萩原に改名して女子プロレスラー、新興宗教家としても活躍
- miu-clips（2009年）
- 民族ハッピー組（2020年）
- 向風（2003年）
- ムジカ・ピッコリーノ（2015年 - 2017年）
- 村田英雄 - 1971年（昭和46年）に東芝EMIへ移籍。ただしコロムビア時代の音源を収録したベスト盤は当社から発売している。
- Mary's Blood (2014年)
- MAKE-UP（1983年 - 1987年、2009年 - 2012年）
- メロキュア（岡崎律子・日向めぐみ）（2002年 - 2015年）
- MO'SOME TONEBENDER（2004年 - 2013年）
  - 百々和宏（2012年 - 2013年）
- 望月久代（81プロデュース）（2002年 - 2003年）
- 望月琉叶（2020年）
- 森繁久彌（2009年11月10日死去）
- 森重樹一 - ZIGGYの活動と並行しソロ活動。のちメルダックへ移籍。
- 守屋浩 - 1964年（昭和39年）に日本クラウンへ移籍
- 守谷香
- ヤクルトスワローズ応援団 - 東京ヤクルトスワローズになってからは、ポニーキャニオンよりリリースとなる。
- 山嵐（2016年 - 2018年）インディーズへ移行
- 山形英夫
- 山崎ハコ（1978年 - 2009年）
- 山田パンダ
- 山下久美子 - 1989年に東芝EMI（後のEMIミュージック・ジャパン）に移籍
- 矢追幸宏 (1984年 - 1985年)
- 矢田悠祐（2016年 - 2017年）
- 矢野沙織（2005年 - 2015年）
- 山形ユキオ（1981年 - 2016年）
- 大和さくら - 引退
- 山本和臣 (2015年 - 2016年)
- 湯江健幸
- 湯川専務
- 雪乃（2012年 - 2014年）
- UNISONAIR - 解散。庄野賢一はプロデューサー・アレンジャーとして活動中
- 吉木りさ（2011年 - 2013年）
- RIDER CHIPS - 2002年（平成14年）にavex modeに移籍
- Rhymescientist（2008年）
- LOUDNESS - メンバーチェンジを繰り返しながらも、→ ワーナーパイオニア → Rooms RECORDS（ビーイング系） → コロムビア復帰 → 徳間ジャパンコミュニケーションズ → ユニバーサルミュージックを経て、現在はワードレコーズに在籍
- ラッパ我リヤ（2005年）
  - Q（2006年）
- LANCE OF THRILL - 徳間ジャパンコミュニケーションズから移籍し、アルバム「POISON WHISKEY」のみ当社からリリース。現在は解散。
- Lily-Yoji（りりィあんどよーじ）2016年11月11日死去
- ルースターズ - 解散
- RUDEBWOY FACE（2008年）
- Le Couple（ポニーキャニオンより移籍） - 活動休止
- RED WARRIORS - 1989年に一度解散。1996年（平成8年）の再結成時はポニーキャニオン、2001年（平成13年）から2003年（平成15年）の二度目の再結成時は徳間ジャパンコミュニケーションズからリリース。
- LENPHa（2005年）
- ロケットマン - ふかわりょうと小西康陽による音楽ユニット。2000年（平成12年）よりふかわのソロユニットに移行、2009年（平成21年）にビクターエンタテインメントに移籍。
- ROBO+S（2009年）
- The Wisely Brothers（2016年 - 2017年）
- 若山彰
- 和栗卓也 - 病気により活動を一時休止。2005年に和栗卓也として再デビュー。現在は両名義で活動。

## テレビ番組
- 日経スペシャル ガイアの夜明け（テレビ東京）
  - 外資は破たん企業を救うか〜ハゲタカ?救世主?その正体は...〜（2002年5月5日）[32]
  - 「検証!“ハゲタカ”の正体～外資ファンドは日本を救ったか～」（2006年7月18日）[33] - 日本コロムビアの再生を取材。

## 広告宣伝

### 提供番組
- 現在
  - スーパー戦隊シリーズ（テレビ朝日系）（番組開始 - ）（毎年4月、7月）
- 過去
  - ディズニー劇場　わんぱくダック夢冒険（テレビ東京系）
  - ディズニー劇場　チップとデールの大作戦（テレビ東京系）

## 備考
- 美空ひばりの代表曲「港町十三番地」は、川崎工場の住所（川崎市港町）にちなんで作られたといわれることがあるが、実際のところは無関係である。なお、旧川崎工場の最寄駅である京浜急行電鉄大師線の港町駅には「港町十三番地」の歌碑が2013年に設置され、接近メロディも同楽曲が使われる様になった。
- 外国テレビドラマ「ビーバーちゃん」（原題：Leave It to Beaver、1959年1月7日 - 1960年1月13日、日本テレビ系）にて日本コロムビア一社提供であった関係で番組人気にあやかって自社の家庭用テープレコーダーを「ビーバコーダー」として発売したことがあった。